# Charles de Longrée
Chevalier Charles Henri Joseph de Longrée (Fallais, 11 janvier 1737 - Bois-et-Borsu, 29 juin 1818) appartenait à une famille noble du sud des Pays-Bas.

## Origine et carrière
Charles de Longrée était un descendant de la famille de Longrée et fils de Gilles Longrée et de Marie-Barbe Thiry. Il obtient une licence en droit, devient jurisconsulte, avocat, échevin de la Souveraine Justice de Liège, secrétaire du cabinet et conseiller du prince-évêque César-Constantin-François de Hoensbroeck.
En 1783, l'empereur Joseph II lui accorde la noblesse héréditaire avec le titre de chevalier. En 1817, sous le royaume uni des Pays-Bas, six mois avant sa mort, sa noblesse héréditaire est reconnue, avec le titre de chevalier transférable à tous les descendants mâles.
Il épouse Marie-Hélène de Macar (1748-1775) en 1774 et Marie-Jeanne de Bourguignon (1754-1790) en 1776. Sept enfants sont sortis du deuxième lit, dont :
- Antoine de Longrée (1782-1871), procureur général au grand-duché de Luxembourg, épousa Joséphine de Theux de Meylandt (1787-1848) puis Caroline de Lamberts-Cortenbach. Postérité jusqu'à nos jours.
- Nicolas de Longrée (1784-1875), député à la Chambre des représentants. Postérité jusqu'à nos jours.
- Jacques de Longrée (1790-1859) était avocat et avocat à Liège et président du Conseil provincial de Namur, candidat malheureux aux élections à la Chambre des représentants en 1843[5]. Il épouse Léopoldine Verdbois. Leurs deux enfants sont morts très jeunes.